# Caso Plaold
El Caso Plaold se llamó a proceso judicial que implicó a Plaold e Indesis, dos empresas que, según acusaciones desde sectores nacionalistas, podrían haber recibido importantes contratos de forma ilegal por sus vínculos con dos altos cargos del departamento de Sanidad del Gobierno Vasco del PSE. El Gobierno Vasco ha rechazado en varias ocasiones que haya habido alguna ilegalidad, alegando que las acusaciones son una cortina de humo por parte del PNV, anteriormente en el poder, para ocultar el caso Margüello. Desde el PP, con cuyo apoyo gobierna el PSE, han pedido que se investiguen estos contratos.

## Personajes
- Pablo Arbeloa López (antes Pablo López Arbeloa): 
  - 2002: apoderado de B&F Gestión y Salud, consultoría fundada en 1997 por Rafael Bengoa y Jesús María Fernández.
  - 2003: administrador único de B&F Gestión y Salud.
  - 2004: el domicilio social de B&F Gestión y Salud se traslada a su domicilio particular. Al parecer, Bengoa y Fernández le han vendido la empresa.
  - 2009: director gerente de Osatek. Al parecer, accedió a este puesto tras rechazar el cargo de director de Planificación y Ordenación Sanitaria.
- Paloma Acevedo: directora general de Farmacia.
- Rafael Bengoa (PSE): consejero de Sanidad del Gobierno Vasco.
- Jesús María Fernández (PSE): viceconsejero de Sanidad del Gobierno Vasco.

## Plaold
Plaold (nombre comercial: Innovasalud) es una empresa de asesoría sanitaria, perteneciente en:
- 8'8% a Inqual XXI, empresa de la cual un 25% es propiedad de Pablo Arbeloa.
- 8'8% a Moracho Consulting, empresa de la cual un 49% de Paloma Acevedo y su marido, el Dr. Óscar Moracho del Río.
- El resto, a la empresa Indesis Consultoría Sanitaria S.L., tras venderle sus fundadores (Arbeloa y Acevedo) la mayor parte de sus acciones poco antes de entrar en el Gobierno Vasco tras llegar al poder el PSE. Indesis es propiedad de Orencio López Domínguez, amigo y socio de Arbeloa y Acevedo.

En menos de un año, ambas empresas han pasado de no tener ningún contrato con la sanidad vasca a tener 3 (Plaold) y uno (Indesis), por un total de 146.140 euros, de los cuales 20.880 son para Indesis, todos ellos adjudicados por el procedimiento negociado sin publicidad. Este procedimiento consiste en invitar a al menos tres empresas a presentar sus ofertas; pudiendo retirarse por el motivo que sea del concurso. Nótese que la ley vasca de incompatibilidades de 1983 define como incompatibilidad "la participación superior al 10% en sociedades que tengan conciertos de prestación de servicios, cualesquiera que sea la naturaleza de estos, con la entidad en la que se preste la función pública".
La Dirección de Régimen Jurídico del Departamento de Sanidad ha confirmado que no hay incompatibilidad por la propiedad de parte de estas empresas por Arbeloa y Acevedo, al estar su participación por debajo del máximo legal.
La sede social de Plaold, Inqual XXI y B&F Gestión y Salud es el domicilio particular de Pablo Arbeloa.

## Osatek
Osatek es una empresa de participación pública fundada en 1992 para realizar resonancias magnéticas para Osakidetza. En aquella época, las resonancias se contrataban con sanidad privada, lo que las hacía muy caras. En 2009 facturó 16'4 millones de euros, con una plantilla de unas 120 personas. Tiene su propio consejo de administración, convenio colectivo y sede, situada en el Edificio Plaza Bizkaia de Bilbao, cerca del edificio de Osakidetza.
Con el PSE, se ampliaron sus objetivos, pasando a ser la "prestación/provisión de servicios de apoyo al sistema sanitario vasco, especialmente aquellos que tengan un carácter corporativo o cuya aplicación conlleve procedimientos de alta tecnología. Será asimismo objeto la docencia e investigación en el régimen y condiciones que se determinen en el marco de la política sanitaria del País Vasco". Así, pasó a hacerse cargo de la contratación de servicios que antes hubiera gestionado personal de Osakidetza o de la propia consejería de Sanidad. En 2009 obtuvo el proyecto O-Sarean Osakidetza en Red, que adjudicó por 12 millones de euros a la UTE (Unión Temporal de Empresas) formada por Telefónica, Accenture y PricewaterhouseCoopers. Se trata del proyecto estrella sanitario del gobierno vasco del PSE, que consiste crear una plataforma multicanal que permita a los usuarios de Osakidetza acceder por teléfono, Internet y correo electrónico a servicios como consultas médicas o el seguimiento de pacientes crónicos. En junio de 2010 empezó la prueba piloto en Bilbao, con la previsión de extenderse a toda la población vasca a finales de 2011.

## Enlaces relacionados
- Caso Margüello

- Datos: Q5756461